# 祖比夫卡 (穆卡切沃區)
48°23′6″N 22°50′17″E / 48.38500°N 22.83806°E
祖比夫卡（烏克蘭語：Зубівка），是烏克蘭的村落，位於該國西部外喀爾巴阡州，由穆卡切沃區負責管轄，始建於1400年，面積1.04平方公里，海拔高度123米，2001年人口401，人口密度每平方公里386.32人。